# Pagrus
Pagrus – rodzaj morskich ryb z rodziny prażmowatych (Sparidae). Nazwą zwyczajową pagrus określany jest też Pagrus pagrus.

## Zasięg występowania
Ryby z rodzaju Pagrus zasiedlają strefy przybrzeżne po obydwu stronach Oceanu Atlantyckiego, Ocean Indyjski i zachodnią część Oceanu Spokojnego.

## Klasyfikacja
Gatunki zaliczane do tego rodzaju:
- Pagrus africanus
- Pagrus auratus
- Pagrus auriga
- Pagrus caeruleostictus – pagrus pręgacz[3], pagrus zapata[3], zapata[3]
- Pagrus major – pagrus czerwony[4]
- Pagrus pagrus – pagrus[5], pagrus różowy[3], pagrus karaibski[3], pagrus złoty[3], gowik[3]

Gatunkiem typowym rodzaju jest Pagrus pagrus.

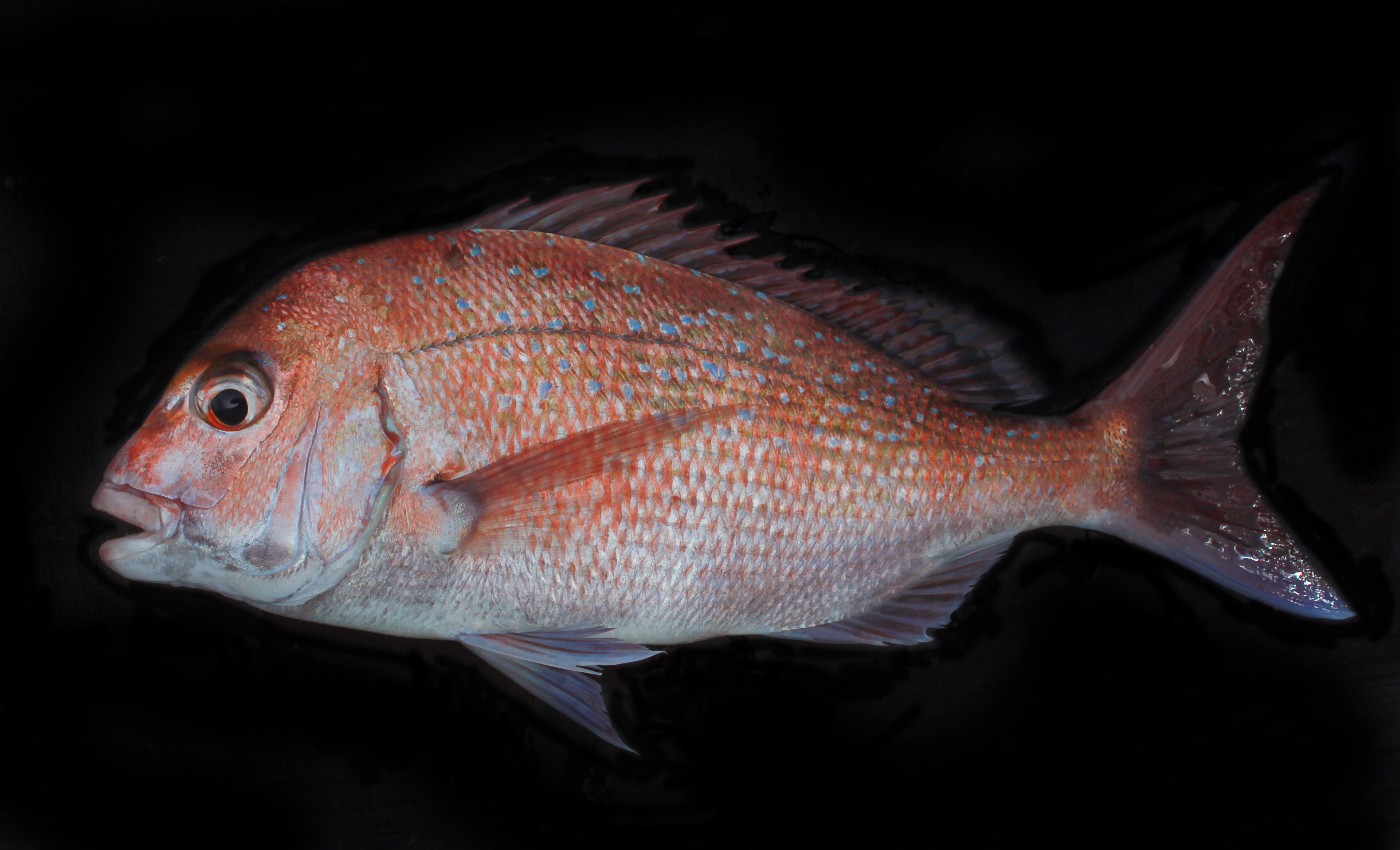
Pagrus auratus
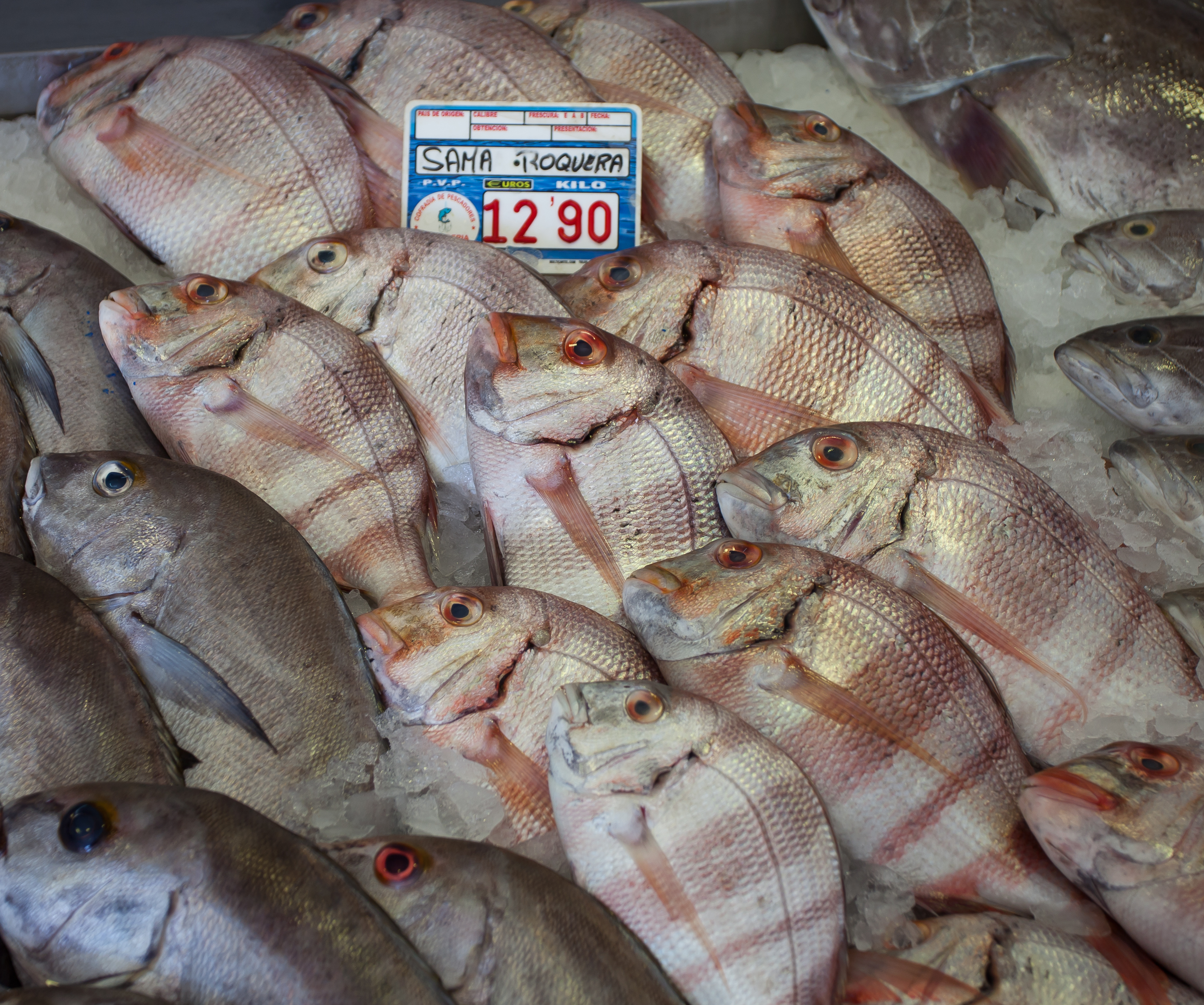
Pagrus auriga
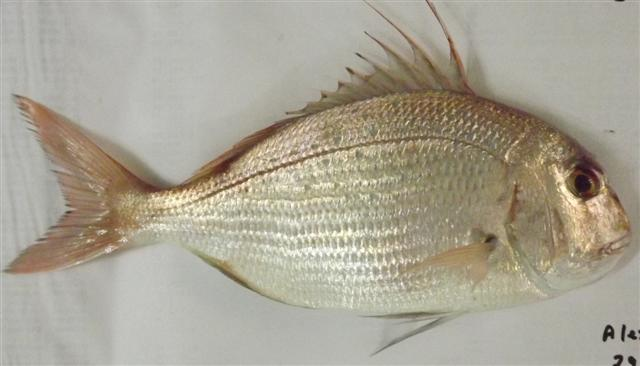
Pagrus caeruleostictus
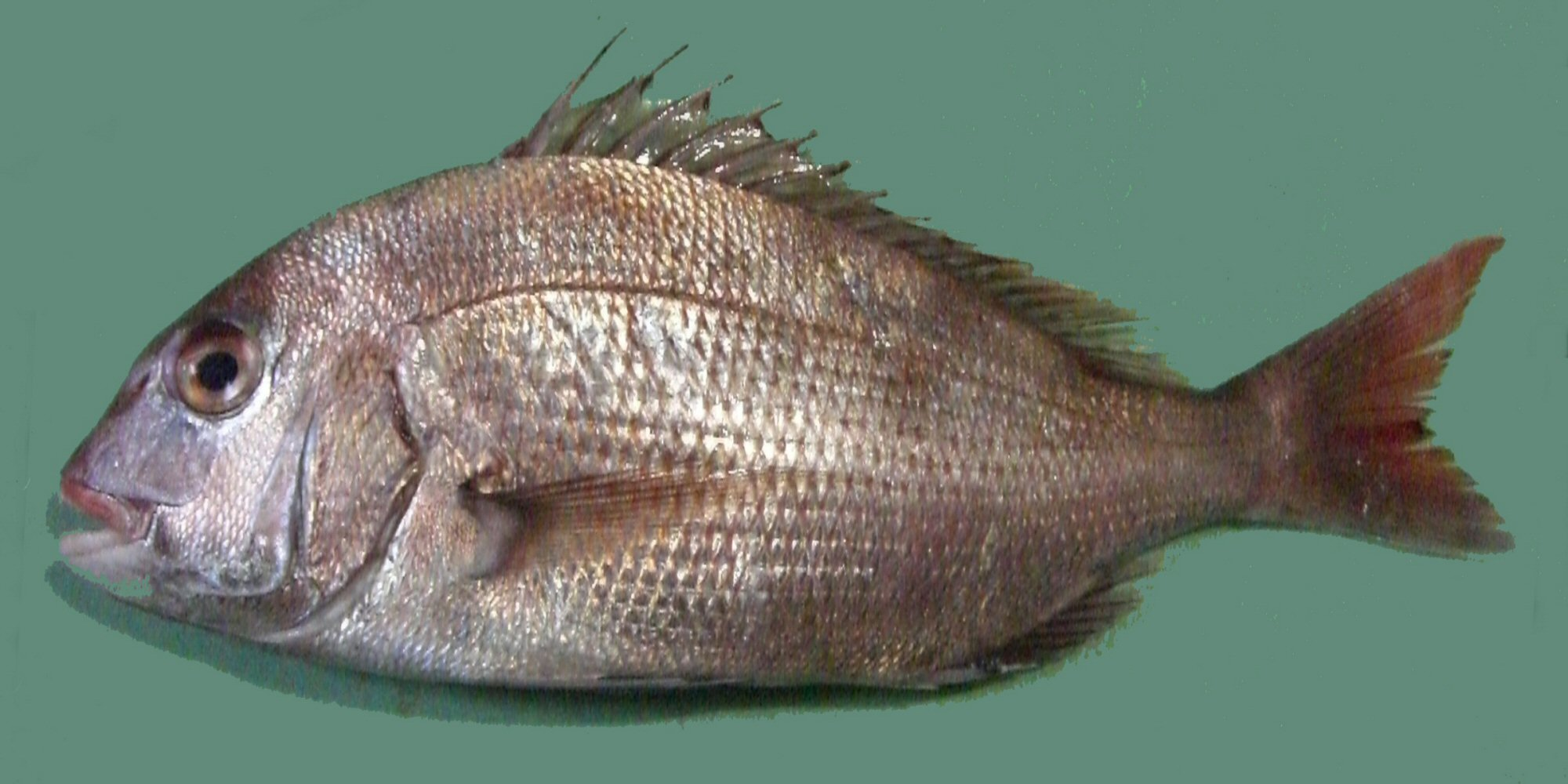
Pagrus major